# 온순
온순(溫順, ? ~ ?)은 전한 후기의 관료로, 자는 자교(子敎)이다.

## 생애
건시 원년(기원전 32년), 상산태수에서 우부풍으로 승진하였고, 이듬해에 소부로 승진하였다.
건시 4년(기원전 29년), 다른 신하에게 공전(公田)을 팔아넘긴 죄로 하옥되었다.

## 출전
- 반고, 《한서》 권19하 백관공경표 下

| 전임 (사실상) 강 | 전한의 우부풍 기원전 32년 ~ 기원전 31년 | 후임 양 |

| 전임 소신신 | 전한의 소부 기원전 31년 ~ 기원전 29년 | 후임 장충 |